# Phare de Nieuport
Le phare de Nieuport (en néerlandais : Vuurtoren van Nieuwpoort) construit en 1284 fut le premier phare du continent européen [réf. nécessaire]. 
Les guerres successives l'ont complètement détruit ; en 1949, un nouveau phare a été érigé en béton. La construction actuelle s’élève à 29 mètres et sa portée est de 15 milles. Son dernier gardien, qui a pris sa retraite en 1963, n’a jamais été remplacé.
La tour est devenue monument classé en 2004.